# Karol Sztakelberg
Karol Sztakelberg baron (ur. 12 września 1870, zm. 28 grudnia 1926 w Warszawie) – pułkownik Sztabu Generalnego Wojska Polskiego.

## Życiorys
Urodził się 12 września 1870. W latach 1889–1891 był uczniem Aleksandrowskiej Szkoły Wojskowej . 5 sierpnia 1891 został mianowany podporucznikiem i wcielony do 6 Brygady Artylerii . W latach 1904–1905 walczył na wojnie rosyjsko-japońskiej. Do 10 września 1917 był szefem sztabu 84 Dywizji Piechoty, a następnie szefem sztabu 2 Korpusu Armijnego. 21 listopada 1917 został awansowany na generała majora.
15 sierpnia 1919 został przyjęty do Wojska Polskiego z byłej armii rosyjskiej, z zatwierdzeniem posiadanego stopnia pułkownika, i z dniem 8 sierpnia 1919 mianowany dowódcą XI Brygady Piechoty. 29 maja 1920 został zatwierdzony z dniem 1 kwietnia 1920 w stopniu pułkownika, w artylerii, w grupie oficerów byłych Korpusów Wschodnich i byłej armii rosyjskiej. Znajdował się wówczas w Stacji Zbornej w Warszawie. 14 października 1920 został przydzielony do Centralnej Komisji Kontroli Stanów MSWojsk. Z dniem 1 maja 1921 roku został przeniesiony w stan spoczynku z prawem noszenia munduru. Na emeryturze mieszkał w Warszawie. Zmarł 28 grudnia 1926 w Warszawie.